# 가슴에 맺힌 눈물
"가슴에 맺힌 눈물"은 1969년 공개된 대한민국의 영화이다.

## 배역
- 문희
- 김희갑
- 이대엽
- 박암
- 황정순
- 주증녀
- 양훈
- 전영주
- 김소은
- 최병철
- 이지연
- 성소민
- 지방열
- 조덕성
- 김기범
- 주일몽
- 박철
- 심상현
- 김광일
- 경윤수
- 김수천